# Karolingowie włoscy
Karolingowie włoscy - dynastia królów w królestwie Franków Środkowych, panująca w latach 840 - 875. Obejmowała czterech królów panujących:
- Lotar I (795-855), od 840 król Franków i cesarz
  - Ludwik II (825-875), od 855 król Italii i cesarz, syn Lotara I
  - Lotar II (835-869), od 855 król środkowych Franków, brat Ludwika II
  - Karol (845-863), od 855 król środkowych Franków, brat Lotara II